# Ларионово (Рыбинский район)
В Ярославской области есть ещё одна деревня Ларионово, в Пошехонском районе.
Ларио́ново — деревня в Погорельском сельском округе Глебовского сельского поселения Рыбинского района Ярославской области .
Деревня расположена в северной части Глебовского сельского поселения, вдоль правого обрывистого берега Волги (Рыбинское водохранилище). Северная окраина деревни практически соприкасается с южной окраиной деревни Легково, самого северного населённого пункта на правом берегу Волги. В это место выходит автомобильная дорога из центра сельского поселения Глебово. Восточнее Ларионово на этой дороге стоит деревня Стригино. Южнее Ларионово, то есть выше по течению на берегу Волги, стоит деревня Починок .
Деревня Ларионова указана на плане Генерального межевания Рыбинского уезда 1792 года.
На 1 января 2007 года в деревне числилось 16 постоянных жителей . Почтовое отделение в селе Погорелка, обслуживает в деревне Ларионово 57 домов, названий улиц нет .